# Lammlägg

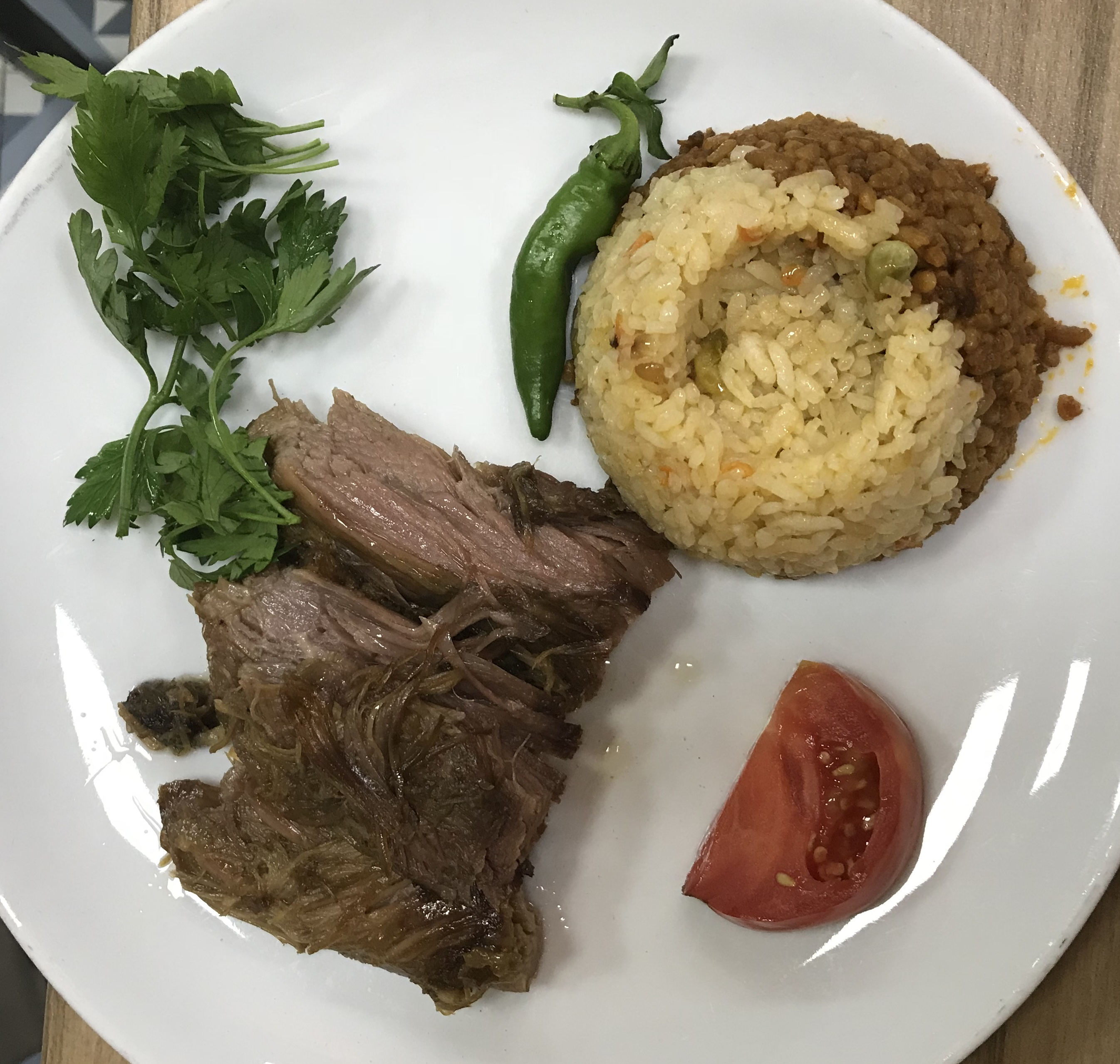
Kuzu İncik, ett turkiskt recept på lammlägg.

Lammlägg är en styckningsdetalj av lammkött som består av den nedre delen av djurets ben. Både frambenen och bakbenen kan användas, men oftast avses framläggen, som ibland styckas tillsammans med bogen. Bakläggen får i regel ingå i steken. Lammläggen kan säljas färsk eller rimmad.
Köttet är magert, smakrikt och fast utan att vara segt. Det ingår ofta i grytbitar, men säljs också för sig på samma sätt som fläsklägg. Färsk lägg tillagas genom att brynas och lagas klart på 70-150 grader tills köttet är mycket mört och lossnar från benen. Rimmad används traditionellt till rotmos eller ärtsoppa.